# Ely (Cardiff)
Pour les articles homonymes, voir Ely (homonymie).
Ely (en anglais) ou Trelái (en gallois) est un quartier de la ville de Cardiff, au pays de Galles, disposant du statut de communauté.

## Géographie
Ely se situe dans l'ouest de l'agglomération de Cardiff, au sud de l'Ely à qui il doit son nom. Il est délimité au sud-est par la rue de Cowbridge Road West (en) et au sud-ouest par la route A4232 (en).
Il abrite notamment le jardin public de Trelai Park, construit à l'emplacement de l'ancien hippodrome d'Ely (en). L'hôpital psychiatrique d'Ely (en) a fermé ses portes en 1969.

## Démographie
Au recensement de 2011, la communauté d'Ely comptait 14 603 habitants.